# هنوز زنده است ۳: جزیره زنده‌ها
هنوز زنده است ۳: جزیره زنده‌ها (انگلیسی: It's Alive III: Island of the Alive) یک فیلم ترسناک و علمی-تخیلی آمریکایی به نویسندگی و کارگردانی لری کوئن است که در سال ۱۹۸۷ منتشر شد. این فیلم دنباله‌ای بر فیلم «هنوز زنده است ۲» محصول ۱۹۷۸ می‌باشد. مایکل موریارتی، کرن بلک، لورین لاندن، جیمز دیکسون، گریت گراهام، مکدونالد کری و نیل اسرائیل در این فیلم به ایفای نقش پرداخته‌اند. این فیلم توسط برادران وارنر در می ۱۹۸۷ منتشر شد. در این قسمت فیلم نوزادان هیولا به دستور دادگاه در جزیره‌ای متروکه قرار گرفته‌اند تا بتوانند زندگی خود را تا حد امکان دور از انسان‌های معمولی بدون کشتن آنها بگذرانند.
این فیلم در ۳۱ اوت ۱۹۹۴ به صورت ویدئویی خانگی منتشر شد. و با استقبال منفی تا ترکیبی روبرو شد. این امتیاز ۵۰٪ در راتن تومیتوز بر اساس ده بررسی دارد.

## داستان
چندین سال پس از رویدادهای دو فیلم اول، زنی در یک شب بارانی در تاکسی زایمان می‌کند. راننده تاکسی وحشت زده به دنبال یک افسر پلیس برای کمک به زایمان قبل از جستجوی تلفن عمومی برای تماس با آمبولانس است. در حالی که او دور است، زن یک نوزاد جهش یافته به دنیا می‌آورد. افسر با تشخیص آن به عنوان یک کودک جهش یافته مانند بچه‌های فیلم‌های قبلی، سعی می‌کند به نوزاد شلیک کند و او را بکشد که با کشتن افسر و مادر واکنش نشان می‌دهد. روز بعد، جسد نوزاد جهش یافته در یک کلیسای کاتولیک پیدا می‌شود ولی ...